# 小杉結
小杉 結（こすぎ ゆい）は日本のバイオリニスト。浜松市（旧浜北市）生まれ。

## 概要
4歳よりヴァイオリンを始め、8歳よりジュニアオーケストラ浜松の前身である浜松市児童会館少年音楽隊に入団。東京芸術大学音楽学部附属音楽高等学校、東京藝術大学を経て、同大学院修士課程修了。松下初恵、大岩紀栄、山岡耕筰、清水高師、漆原朝子、永峰高志に師事。
浜松でのリサイタルをはじめ、新「浜松市」誕生記念コンサート、静岡音楽館AOIコンサートシリーズ、豊橋市100周年記念演奏会、東京藝大モーニングコンサートなど、多数の演奏会に出演。これまでに、浜松交響楽団、浜松市民オーケストラ、藝大フィルハーモニア、江戸川フィルハーモニーオーケストラ、フィルハーモニア東京、長久手フィルハーモニー管弦楽団などと共演。また、「のだめカンタービレ」のオーケストラメンバーとして参加したほか、ミュージックフェアなどに出演。
現在、東京藝術大学非常勤講師、尚美学園大学音楽表現学科管弦打楽器コース非常勤講師。

## 来歴
- 1995年、第16回静岡県学生音楽コンクール弦楽部門小学生の部第1位及び県教育長賞、静岡室内楽協会長賞。
- 2000年、第6回静岡音楽館AOI「静岡の名手たち」オーディション合格。
- 2001年、第1回浜松交響楽団ソリストオーディション第1位。
- 2003年、第3回ギリシャ・パトラスヤングソリスト国際音楽コンクール第3位、第1回名古屋国際音楽コンクール弦楽部門入賞。
- 2005年、日本音楽芸術賞名演賞準グランプリ受賞。
- 2007年、ライプツィヒ音楽祭講師選抜コンサートに出演。